# Tom Tully

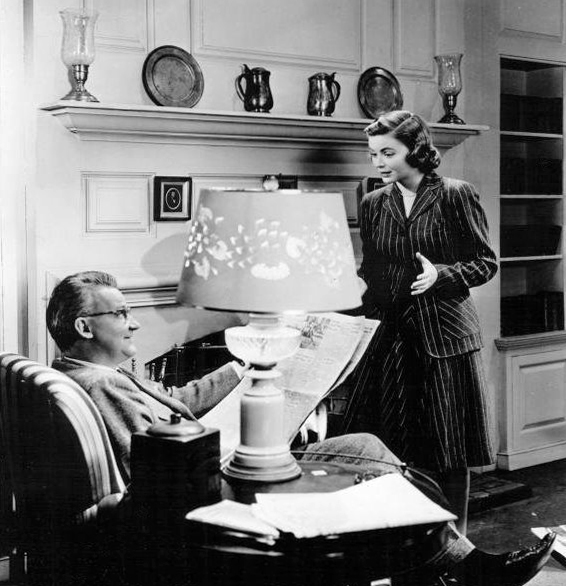
Tom Tully mit Dorothy McGuire im Kurzfilm Reward Unlimited (1944)

Thomas „Tom“ Tully (* 21. August 1908 in Durango, Colorado, USA; † 27. April 1982 in Newport Beach, Kalifornien, USA) war ein US-amerikanischer Film- und Theaterschauspieler.

## Leben
Als junger Mann trat Tully der United States Navy bei, der er einige Jahre angehörte. Obwohl sein Debüt als Schauspieler bereits 1932 erfolgte – er wurde in einer kleinen Nebenrolle für die Bibelverfilmung The Sign of the Cross verpflichtet – begann Tullys Karriere erst nach seinem Ausscheiden aus der Navy, im Jahr 1937, am Broadway. Nachdem er bis 1943 in 10 Theaterstücken erste Erfahrungen sammeln konnte, wechselte er im Jahr 1943 endgültig zum Medium Film, und feierte daher im Filmdrama Mission to Moscow sein Comeback als Filmschauspieler.
Tullys Filmschaffen, das sich über einen Zeitraum von drei Jahrzehnten erstreckte, war vor allem bis Mitte der 1950er Jahre nachhaltig von Erfolg gekrönt. So fällt in diese Zeit der 1954 produzierte Kriegsfilm Die Caine war ihr Schicksal, für welchen der Schauspieler 1955 eine Oscar-Nominierung in der Kategorie Bester Nebendarsteller erhielt. In der zweiten Hälfte seiner Karriere waren Tullys Auftritte weitgehend auf Gastauftritte in Fernsehserien beschränkt, so unter anderem 1964 in Perry Mason und 1965 sowie 1967 in zwei Episoden von Bonanza.
Zu Beginn der 1970er Jahre – während des Vietnamkrieges – wurde Tully Mitglied der United Service Organizations, der unter anderem auch Bob Hope angehörte, und somit Unterhalter der US-amerikanischen Truppen. Im Jahr 1971 erlitt Tully einen schweren Schicksalsschlag, als er sich in Vietnam mit einem Fadenwurm infizierte, der unter anderem auch Elephantiasis hervorrufen kann. Zurück in den Vereinigten Staaten und in Laguna Beach mussten Tully auf Grund einer verstopften Vene das linke Bein amputiert werden. Damit nicht genug, verschlimmerte sich Tullys Gesundheitszustand rapide. So litt er unter einer Pleuritis, war nahezu taub, und litt unter akutem Haarausfall. Obwohl er bis 1973 noch versuchte, in einigen Fernsehfilmen und Serien mitzuwirken, darunter 1972 in einer Episode von Kobra, übernehmen Sie, war Tully gezwungen, in den Ruhestand zu gehen.
Zuletzt litt der Schauspieler auch an Krebs, an dem er im April 1982, im Alter von 73 Jahren, starb.
Über Tullys Privatleben ist nur bekannt, dass er dreimal verheiratet war, zuletzt seit 1954 mit Ida Johnson.
Tom Tullys Stern am Hollywood Walk of Fame gehört zu den 1.558 Sternen, mit denen der Walk of Fame 1960 eingeweiht wurde. Kurioserweise wurde er über den Stern nicht informiert und sein Name als „Tom L. Tully“ geschrieben.

## Filmografie (Auswahl)
- 1943: Botschafter in Moskau (Mission to Moscow)
- 1943: Blutiger Schnee (Northern Pursuit)
- 1943: Bestimmung Tokio (Destination Tokyo)
- 1944: Prolog für die Neuaufführung von Cecil B. DeMilles Im Zeichen des Kreuzes (The Sign of the Cross) von 1932
- 1944: Secret Command
- 1944: Ich werde dich wiedersehen (I'll Be Seeing You)
- 1945: Der Tod wohnt nebenan (The Unseen)
- 1945: Küsse und verschweig mir nichts! (Kiss and Tell)
- 1945: Mann ohne Herz (Adventure)
- 1946: Till the End of Time
- 1946: Der Mann aus Virginia (The Virginian)
- 1947: Die Bestie von Shanghai (Intrigue)
- 1947: Killer McCoy
- 1947: Die Dame im See (Lady in the Lake)
- 1948: Scudda Hoo! Scudda Hay!
- 1948: Rachel und der Fremde (Rachel and the Stranger)
- 1948: Die Braut des Monats (June Bride)
- 1948: Nacht in der Prärie (Blood on the Moon)
- 1949: Glück in Seenot (The Lady Takes a Sailor)
- 1950: Faustrecht der Großstadt (Where the Sidewalk Ends)
- 1950: Das Brandmal (Branded)
- 1951: Tomahawk – Aufstand der Sioux (Tomahawk)
- 1951: Der nächtliche Reiter (The Lady and the Bandit)
- 1951: Karneval in Texas (Texas Carnival)
- 1952: Wildes Blut (Ruby Gentry)
- 1952: Die süße Falle (Love is Better Than Ever)
- 1952: Jazz Singer (The Jazz Singer)
- 1952: Lockruf der Wildnis (Lure of the Wilderness)
- 1953: Wolken sind überall (The Moon Is Blue)
- 1953: Ärger auf der ganzen Linie (Trouble Along the Way)
- 1954: Die Caine war ihr Schicksal (The Caine Mutiny)
- 1954: Pfeile in der Dämmerung (Arrow in the Dust)
- 1954–1959: Täter unbekannt (The Lineup; Fernsehserie, 185 Folgen)
- 1955: Treffpunkt Hongkong (Soldier of Fortune)
- 1955: Tyrannische Liebe (Love Me or Leave Me)
- 1956: Verdammte hinter Gittern (Behind the High Wall)
- 1958: Ein Mann in den besten Jahren (10 North Frederick)
- 1960: Auf schrägem Kurs (The Wackiest Ship in the Army)
- 1961/1965: Tausend Meilen Staub (Rawhide) (Fernsehserie, 2 Folgen)
- 1964: Die Unersättlichen (The Carpetbaggers)
- 1964: Perry Mason (Fernsehserie, 2 Folgen)
- 1965/1967: Bonanza (Fernsehserie, 2 Folgen)
- 1966: Shane (Fernsehserie, 17 Folgen)
- 1968: Coogans großer Bluff (Coogan’s Bluff)
- 1969: High Chaparral (Fernsehserie, Folge The Last Hundred Miles)
- 1969: Gleich ist es soweit (Any Second Now) (Fernsehfilm)
- 1972: Kobra, übernehmen Sie (Mission: Impossible) (Fernsehserie, Folge Trapped)
- 1973: Der große Coup (Charley Varrick)
- 1973: Auf vollen Touren (Hijack!) (Fernsehfilm)

## Auszeichnungen
- 1955: Oscar-Nominierung, Bester Nebendarsteller für: Die Caine war ihr Schicksal (The Caine Mutiny)